# Ruta 200 (Costa Rica)
La Ruta 200, oficialmente Ruta Nacional Secundaria 200, es una ruta nacional de Costa Rica ubicada en la provincia de San José.

## Descripción
En la provincia de San José, la ruta atraviesa el cantón de Goicoechea (el distrito de Guadalupe), el cantón de Moravia (el distrito de San Vicente).
La ruta nace del cruce de Guadalupe en la ruta nacional 218 que es una intersección semáforizada y finaliza en el entronque con la ruta nacional 102 en el casco urbano de la ciudad de San Vicente. 
La vía posee un carril por sentido y en ciertos sectores 2 carriles por sentido y la velocidad máxima de circulación es de 40 km/h. Es usada en su mayoría por autobuses de las distintas líneas que sirven los poblados y ciudades circunvecinas.